# فیرگیل
فیرگیل (به لاتین: Firgil) یک منطقهٔ مسکونی در روسیه است که در داغستان واقع شده‌است.